# Caristo
Caristo (en griego, Κάρυστος, en latín Carystus) es una ciudad situada en el extremo sur de la isla de Eubea (Grecia). Está a 129 km de Calcis. Desde Atenas es acessible por ferry vía el puerto de Rafina. Su plano urbano fue diseñado por el renombrado ingeniero bávaro Bierbach, a mitad del siglo XIX, cerca del lugar de la antigua ciudad de Caristo, que Estrabón sitúa al pie del monte Oque.

## Historia
La leyenda atribuye a los dríopes su fundación y su nombre derivaría del hijo de Quirón. Fue mencionada por Homero en el Catálogo de las naves de la Ilíada. Se ha sugerido que el topónimo de Caristo aparece en una de las tablillas micénicas de Tebas bajo la forma ka-ru-to.
Cuando ocurrió la invasión de Grecia (490 a. C.) por parte del rey persa Jerjes I y bajo la dirección de Datis y Artafernes (primera guerra médica), Caristo fue asediada y finalmente se sometió a los persas y reforzó la flota persa después de los enfrentamientos navales en el cabo Artemisio. Posteriormente la ciudad sería devastada por los griegos tras la batalla de Salamina.
Heródoto menciona que hubo una batalla de Cirno en una guerra entre Caristo y Atenas, pero no se tienen más datos de la misma. Tucídides también menciona la guerra entre atenienses, dirigidos por el estratego Cimón, y caristios e indica que llegaron finalmente a un acuerdo de paz.
Durante la guerra del Peloponeso pertenecía a la Liga de Delos.
En la Guerra Lamiaca estuvo al lado de Atenas. En la guerra de Roma contra Macedonia estuvo al lado de los romanos.
Característico de la ciudad era su mármol, muy solicitado en Roma. La cantera estaba en Marmario, o en una montaña detrás de la ciudad.
Allí nacieron Antígono de Caristo, el autor de Historiae Mirabiles; el poeta cómico Apolodoro de Caristo, y el médico Diocles.

## Lugares turísticos
- La reconstruida fortaleza veneciana de Bourtzi, construida en el siglo XIII en la playa oriental de la ciudad.
- Las ruinas del castillo veneciano llamado Castello Rosso construido en 1030 y las antiguas canteras de mármol, ambos en la cercana plaza Hamlet de Myloi.
- La casa consistorial de la ciudad, construida al final del siglo XIX.
- Un pequeño museo arqueológico, con sede en el centro cultural Yokaleion, con colecciones de las épocas helenística y romana, esculturas y cerámica.
- Los monasterios ortodoxos de Taxiarches, San Jorge y Santa Mavra.
- La zona del monte Oque.
- El cabo Cavo-Doro.

## Astronomía
En la proximidad de Caristo, en la longitud 24,6 este y latitud 38,0 norte, durante el eclipse solar total del 20 de mayo de 1966 fueron lanzados varios cohetes sonda (5 del tipo "Sparrow Arcas", 5 del tipo "Arcas" y dos del tipo "Centauro").